# Boanda
Boanda ou Woanda est une localité du Cameroun, située dans l'arrondissement de Buéa, le département du Fako et la région du Sud-Ouest.

## Population
En 1953, Boanda avait 71 habitants. En 1967, Boanda comptait 49 habitants, principalement des Bakweri. Lors du recensement de 2005, on a dénombré 837 personnes.